# Forêt domaniale de Lugny
Pour les articles homonymes, voir Lugny.
La Forêt domaniale de Lugny est une forêt domaniale de Côte-d'Or située sur le territoire communal de Leuglay, à quelques kilomètres à l'est de Châtillon-sur-Seine.

## Géographie
La forêt est divisée en deux massifs. Le plus important se situe au nord-est de la route départementale D 928, au-dessus de l'ancienne Chartreuse de Lugny. Le deuxième se situe sur le versant voisin, au sud-ouest de la D 928, au lieu-dit Sèchebouteille.

## Gestion de la forêt et sylviculture
La forêt domaniale de Lugny est soumise au régime forestier. Le plan de gestion appelé aussi aménagement forestier a commencé en 2008 et s’achèvera en 2027. Il est mis en application par l'Office national des forêts. Elle devrait s'intégrer dans le parc national des Forêts de Champagne et Bourgogne.

### Composition des essences forestières
La forêt est une futaie essentiellement composée d'essences feuillues. Les résineux ne représentent que 5 %. Les essences principales à l'étage dominant de la forêt sont :
- le Hêtre commun (Fagus sylvatica) à 62 % ;
- les « chênes indigènes » : Chêne pédonculé (Quercus robur) et Chêne sessile (Quercus petraea) à 16 % ;
- les résineux présents sont l’Épicéa commun (Picea abies), le Pin sylvestre (Pinus sylvestris) et le Pin noir (Pinus nigra) à 5 % ;
- les 17 % restant sont composés de feuillus divers.

### Gestion
D'après le document de gestion de 2008, la forêt est divisée en trois « séries ». La première, de 518 ha, est gérée en futaie régulière. La deuxième, de 282 ha, est gérée en futaie irrégulière. Les deux sont destinées à la production de bois d’œuvre tout en préservant les milieux. La troisième et dernière de 28 ha est réservée à la protection d'une zone ayant un intérêt écologique particulier. Elle concerne plus précisément la réserve biologique dirigée de Sèchebouteille.

### Études et recherches
Une placette de Hêtre (HET 21), appartenant au réseau RENECOFOR, est présente dans la domaniale. Ce réseau permet d'étudier sur le long terme l'impact de la pollution et du changement climatique sur les peuplements forestiers.

## Patrimoine naturel

### Protections
La forêt bénéficie de plusieurs types de protections.
Deux zones naturelles d'intérêt écologique, faunistique et floristique (ZNIEFF) couvrent une partie de la forêt :
- une ZNIEFF de type 1 appelée « Forêt de Lugny » ayant une surface totale de 1 123 ha[10]. Seule la partie sud de la forêt est concernée pour 210 ha[6].
- une ZNIEFF de type 2 appelée « Montagne Châtillonaise et ses vallées » laquelle englobe la ZNIEFF « Forêt de Lugny »[11].

Deux sites Natura 2000 concernent la partie sud de la forêt pour environ 210 ha :
- une zone de protection spéciale (ZPS) « Massifs forestiers et vallées du châtillonnais » créée en 2006[12] ;
- une zone spéciale de conservation (ZSC) « Forêts du Châtillonnais avec marais tufeux et sites à  Sabot de Vénus ». Proposée dès 1998, elle a été créée en 2014[13].

La réserve biologique dirigée de Sèchebouteille permet de protéger la biodiversité sur 18 ha.
La forêt fait également partie de la zone cœur du futur parc national des Forêts de Champagne et Bourgogne.

### Flore
Parmi les espèces recensées, on peut trouver le Sabot de Vénus et la Ligulaire de Sibérie[source insuffisante].

### Faune

#### Oiseaux
L'avifaune, dont 18 espèces ont été recensées, fait l'objet d'une protection spéciale par le biais d'une zone de protection spéciale (ZPS) dans le cadre du réseau Natura 2000. On peut ainsi noter la présence des oiseaux comme la Cigogne noire (Ciconia nigra), la Chouette de Tengmalm (Aegolius funereus), le Grand-duc d'Europe (Bubo bubo), l'Aigle botté (Hieraaetus pennatus), le Pic noir (Dryocopus martius) et la Pie-grièche écorcheur (Lanius collurio).

#### Mammifères
Les trois principales espèces d'ongulés y sont présentes : le Sanglier (Sus scrofa), le Chevreuil (Capreolus capreolus) et le Cerf élaphe (Cervus elaphus). L'Office national des forêts annonce un déséquilibre sylvo-cynégétique pour l'ensemble de la forêt.

## Patrimoine culturel
Un tumulus est présent en domaniale au lieu-dit les Montagnottes. Des fouilles réalisées en 1900 ont permis de découvrir un squelette incomplet et divers mobiliers (une épée, des fragments de vases...).

## Forêt homonyme
Il existe une autre forêt portant le même nom en Saône-et-Loire. C'est la forêt sectionale de Lugny, forêt essentiellement composée de feuillus de 126,35 ha, se trouvant sur le territoire de la commune de Lugny.